# 2010 par pays en Amérique

## Continent américain
- Chronologie de la grippe A (H1N1) de 2009-2010 en Amérique du Nord/Chronologie de la grippe A (H1N1) de 2009-2010 en Amérique du Sud

- 25 janvier 2010: Conférence de Montréal sur Haïti à la suite du tremblement de terre du 12 janvier.

## Antilles françaises
- 10 janvier 2010: Référendum sur l'autonomie de la Martinique. Victoire du "non". Ces référendums avaient été décidés lors de la grève générale des Antilles de 2009.

## Bolivie
- 22 janvier 2010: Politique: le président Evo Morales est ré-investi pour un second mandat, après le triomphe électoral du 6 décembre 2009.
- 4 avril 2010: Politique: Elections régionales. Victoire du MAS.

## Brésil
- Lundi 17 mai 2010 : visite officielle du président du Brésil, Lula da Silva. Les ministres des Affaires étrangères iranien, brésilien et turc, signent un accord prévoyant le transfert en Turquie de 1.200 kg d'uranium enrichi à 3,5 % en échange de 120 kg d'uranium enrichi à 20 % destiné au réacteur de « recherche médicale ». Dès le lendemain, les États-Unis, le Royaume-Uni et la France déposent, devant le Conseil de sécurité de l'ONU, un projet de résolution de nouvelles sanctions contre l'Iran.

## Canada
- 12 au 18 février : Jeux olympiques d'hiver de 2010 de Vancouver[1]

## États-Unis
8 juin 2010 : Début de la saison 1 de pretty Little Liars

## Guatemala
- 12 janvier 2010: Politique/Justice: une commission de l'ONU affirme que l'avocat Rodrigo Rosenberg (en), mort le 10 mai 2009, aurait engagé des tueurs pour s'assassiner soi-même, en accusant le président Álvaro Colom Caballeros de l'avoir fait exécuter[2].
- 24 janvier 2010 : Politique/Justice: arrestation de l'ancien président Alfonso Portillo (2000-04), accusé de détournements de fonds pendant son mandat.

## Guyane
- 10 janvier 2010: Référendum sur l'autonomie de la Guyane. Victoire du "non". Ces référendums avaient été décidés lors de la grève générale des Antilles de 2009.

## Haïti
- Mardi 12 janvier 2010 : Tremblement de terre d'une magnitude de 7,2 suivi de violentes répliques. Le premier bilan (29 janvier) est de 150 000 morts, plusieurs centaines de milliers de blessés et 3 millions de sinistrés.

- Jeudi 14 janvier 2010 : Début du déploiement de l'aide humanitaire internationale. Le président américain Barack Obama annonce l'envoi de 10 000 militaires américains.

- Lundi 25 janvier 2010 : Ouverture de la Conférence de Montréal sur l'avenir de Haïti à la suite du tremblement de terre.

## Honduras
- Mercredi 27 janvier 2010 : Investiture du nouveau président Porfirio Lobo Sosa. Élu le 29 novembre 2009 au cours d'élections non reconnues par l'Union européenne et par le Mercosur, il succède au président de facto Roberto Micheletti, qui avait renversé en juin 2009 Manuel Zelaya par un coup d’État.

## Mexique
- Dimanche 3 janvier 2010, Narco-trafic: arrestation du présumé trafiquant de stupéfiants Carlos Beltrán Leyva (en).

- Mardi 12 janvier 2010, Narco-trafic : le gouvernement Calderón annonce l'arrestation de Teodoro García Simental (en), du cartel de Tijuana.

## Pérou
- 3 janvier 2010 : Politique/Droits de l'homme: la Cour suprême confirme la condamnation de l'ex-président Alberto Fujimori à 25 ans de prison pour violations des droits de l'homme durant son mandat.

## Uruguay
- 1er mars 2010: Politique: investiture à la présidence de José Mujica (Front large, gauche), ex-guérillero tupamaro, qui succède à Tabaré Vázquez (Front large).

## Venezuela
- 9 janvier 2010: Économie: le président Hugo Chávez annonce une dévaluation du bolivar, qui serait la première depuis 2005.
- 15 janvier 2010: Catastrophe: Un séisme de magnitude 5,6 a frappé près de la ville côtière de Carúpano.
- 25 janvier 2010: Politique : démission du vice-président Ramon Carrizalez.